# Terasa (geologie)

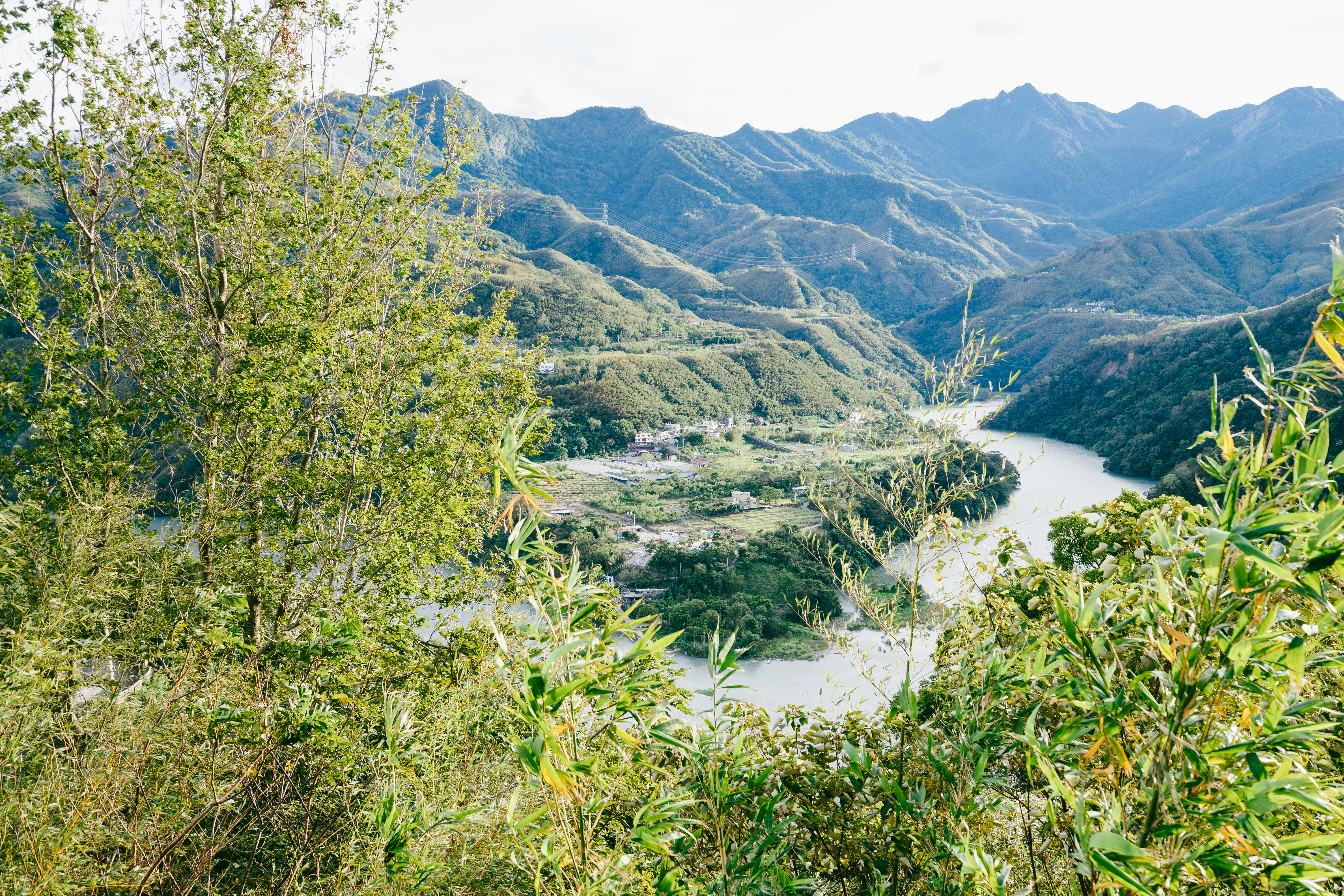
Říční terasy na Tchaj-wanu

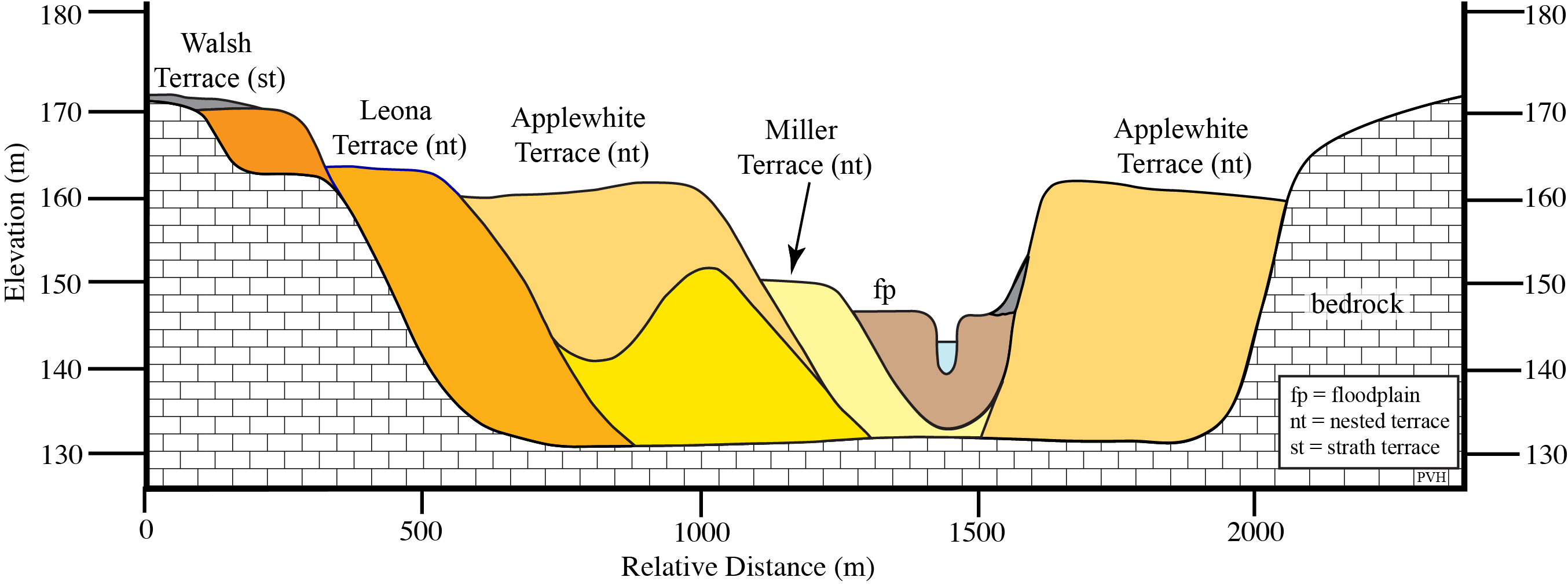
Do sebe vložené systémy říčních teras (Texas)

Terasa je v geologii a v geomorfologii podlouhlá a více méně vodorovná plošina pokrytá klastickými uloženinami říčního, jezerního, mořského, ledovcového aj. původu. Vzniká jednak erozí (vymíláním) koryta řeky, abrazí na březích jezer a moří, anebo akumulační činností vody.
Nejčastější jsou říční terasy podél vodních toků, vzniklé tím, jak se vodní tok zařezával do říční nivy. Terasy jsou pak nad hladinou toku a obsahují starší, často křemičité sedimenty – štěrky, písky, jíly atd. Pokud se v údolí řeky vyskytuje několik úrovní říčních teras čili terasových stupňů, budou vrchní terasy starší než dolní. Jejich vznik odpovídá střídání akumulační (usazovací) a erozní (vymílající) činnosti řeky. Vysvětluje se kolísáním klimatu (teplých a chladných období, např. ledových dob), proměnami vodnatosti toku, kolísáním mořské hladiny, případně tektonickou činností (stoupáním či klesáním určité oblasti).
Mořské terasy vznikají mořskou abrazí (mořská eroze) a sedimentací na mořském břehu a mohou se obnažit při poklesu mořské hladiny, anebo při stoupání pevniny. Podobně vznikají i jezerní terasy, a to abrazní činností při březích rozsáhlých jezer.